# Cryptops incertus
Cryptops incertus är en mångfotingart som beskrevs av Carl Graf Attems 1937. Cryptops incertus ingår i släktet Cryptops och familjen Cryptopidae. Inga underarter finns listade i Catalogue of Life.